# Manyelanong Hill
Manyelanong Hill är en kulle i Botswana.   Den ligger i distriktet Southern District, i den sydöstra delen av landet, 30 km sydväst om huvudstaden Gaborone. Toppen på Manyelanong Hill är 1 494 meter över havet.
Terrängen runt Manyelanong Hill är kuperad söderut, men norrut är den platt. Manyelanong Hill är den högsta punkten i trakten. Runt Manyelanong Hill är det ganska tätbefolkat, med 139 invånare per kvadratkilometer.. Närmaste större samhälle är Mmankgodi, 12,8 km norr om Manyelanong Hill. 
Omgivningarna runt Manyelanong Hill är huvudsakligen savann.